# Asgard (mitológia)
Asgard (ó-skandináv: Asgarðr, jelentése: „Áz-föld”, Áz-birtok) a skandináv mitológiában az istenek (ázok) lakóhelye. (Egyes források szerint Godheim, jelentése „istenek hona”.)

## Leírása
Az izlandi hagyomány szerint itt ácsolták és kovácsolták az istenek az otthonukat.
Mindegyik istennek külön palotája van. Asgardot egy Bifröszt-nek nevezett szivárványhíd köti össze az emberek lakta földdel, a Midgarddal. (Bifröszt a legfontosabb híd a skandináv mitológiában.)
Egy óriást fogadtak fel, hogy kőfalat húzzon az Asgard köré. Az építőmester fizetségként Freyja istennőt, valamint a Napot és a Holdat kérte. Az ázok beleegyeztek, de kikötötték, hogy a munkának be kell fejeződnie egyetlen tél alatt. Ez olyan rövid idő volt, aminek teljesítését lehetetlennek tartották. Az építő kérésére és Loki rábeszélésére az istenek megengedték, hogy az építésben a csődöre, Svaðilfari is segíthessen. A ló olyan gyorsan dolgozott, hogy a határidő előtt pár nappal a fal már majdnem elkészült. Ekkor az istenek követelték Lokitól, hogy bármi módon akadályozza meg, hogy a fal időben elkészüljön. Loki ezért kancává változott, hogy magára vonja a csődör figyelmét, és így az ne tudja befejezni a fal építését. A mént sikerült a munkától elcsábítania, a fal nem készült el időben, de Loki egy nyolclábú csikónak, Szleipnir-nek adott életet (ez lett később Odin lova).

## Palotái és lakói
Tizenkét palotát név szerint is említ az Edda.
Odinnak, a főistennek három palotája is van. Az egyik a Gladsheim amelyben a Valhalla terem is található, a második a Walaskjalf amelyben a Hildskjalf nevű trónja van s ahonnan áttekintheti az egész világot és a harmadik a Gimli ahol a tisztességes embereket fogadja. A Valhalla előtt van a Glasir nevű liget, aranylevelű fákkal.
Freynek egy egész világot adtak otthonnak, az Alfheimet (Álf-hon), míg Lokinak, Hönirnek, Braginak, Hermodnak stb. nincs vagy nem nevezik néven a palotáját.
A paloták nevei az eredeti nyelven megadva, az idézetekben pedig a magyar nevük (Tandori Dezső fordításában) dőlt betűkkel szedve.
| 1. Þrúðheimi Áldott a föld, melyet ott látok ázok és álfok lakának közelében; ott lakozik majd, Tett-honban, Tór, míg eljő a hatalmak harca. 2. Ýdalir Ébenvölgy, ékes neve a helynek, hol Ull házát építtette; Freynek Álf-hon adatott hajdan isteni ajándékul. 3. Valaskjalf Harmadik az a ház, hol a termet a hív hatalmak ezüst tetővel vonták be; nagy neve Válaszkjálf, Ódin még ó-időkön választotta így magának. | 4. Sökkvabekkr Zúgósház a negyedik, hűs hullámok zúgása keríti körül; ott Ódin és Szága szívbéli örömmel ürít nap mint nap arany kupákat. 5. Glaðsheimr Örömhon az ötödik, ahol az aranyfényü, fenséges Valhalla áll; Hropt választ itt hősöket, nap mint nap, ők vesznek el véres harcokon. 6. Þrymheimr Hatodik Hangos-hon, Tjázi tanyája egykor, szálfa erejű óriásé; most mégis Szkádi lakja, apja ősi lakát fényes isten-ara. | 7. Breiðablik Tekintet-háza a hetedik, tágas termeit Baldr boltoztatta magának; nincs még egy hely a földön, melyet kevesebb baj bántana, mint e fészket. 8. Himinbjörg Nyugalom-hona a nyolcadik, Heimdall mennyei vára. Őt mondják a hely urának; tanyáján béke honol, istenek serény őre ott örvendve issza sörét. 9. Fólkvangr Folkvang a kilencedik, itt Freyja kegye határoz, ki hol ül, ő mondja meg, a hősi halottak felét maga választja nap mint nap, másik felét Ódin. | 10. Glitnir Tündöklés-hona a tizedik, ezüst tetejét tartják arany támoszlopok; ott honol majdnem minden nap a Vezérülnök, vitákat simít el sorra. 11. Nóatún Nóatún a tizenegyedik, Njörd tiszta terme, maga a tökéletesség; magasra ácsolt áldozati helyén hódolnak a hibátlan nemzetségfőnek. 12. Viði Falánk fű fut, vad bozót burjánzik Vídében, Vídar földjén; lóhátról leszáll ott a legény majdan, atyja halálát megbosszulja. |